# St. Johannes Baptist (Borgentreich)

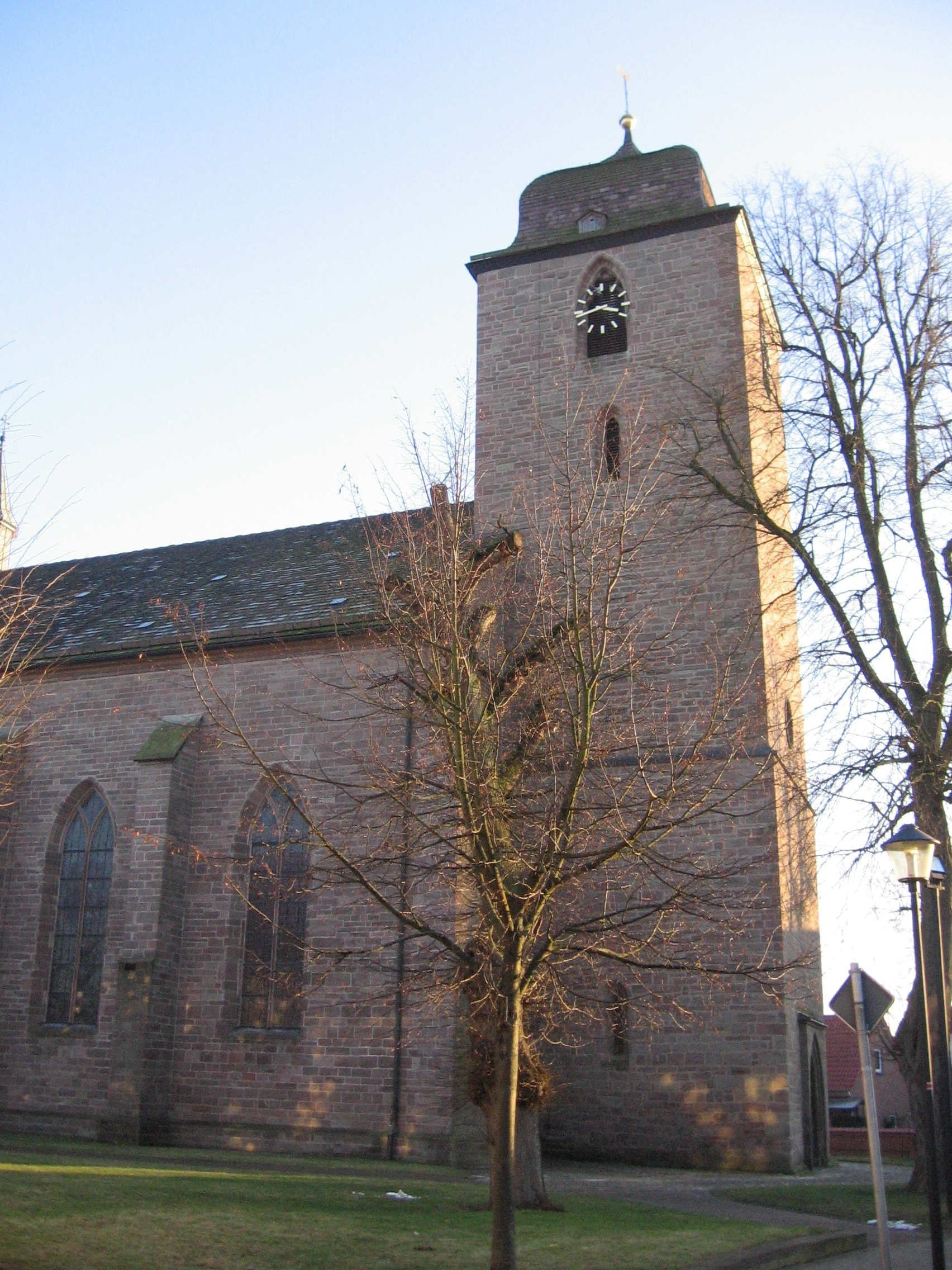
Pfarrkirche Borgentreich

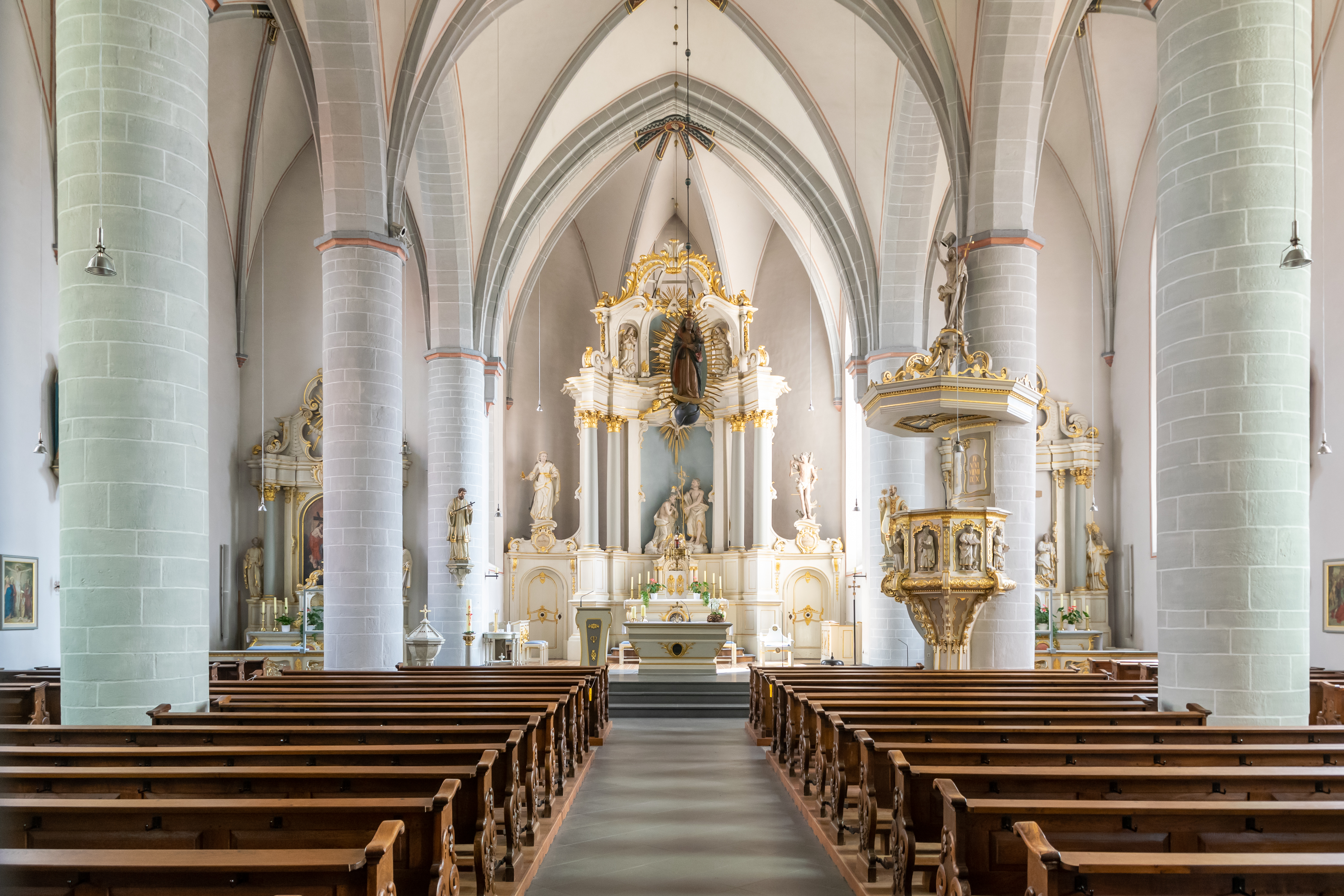
Innenraum

Die katholische Pfarrkirche St. Johannes Baptist ist ein denkmalgeschütztes Kirchengebäude in der Marktstraße 9 in Borgentreich im Kreis Höxter (Nordrhein-Westfalen).

## Geschichte und Architektur
Eine Kirche wurde erstmals 1295 erwähnt. Die neugotische Hallenkirche wurde nach einer Bezeichnung, von 1833 bis 1836 in Werkstein errichtet. Vom Vorgängerbau, dessen Schiff 1833 abgebrochen wurde, fanden Mauerquader und Pfeilertrommeln Wiederverwendung. Auch das Nordportal mit genasten Dreiblattbogen aus der Zeit um 1400 wurde vom Vorgängerbau übernommen. Das Original der ursprünglich im Wimperg stehenden Johannesfigur wird im Zentrum aufbewahrt, sie stammt vermutlich aus der zweiten Hälfte des 13. Jahrhunderts. Das Gebäude ist eine der ältesten neugotischen Kirchen in Deutschland und wurde nach Plänen des Baukondukteurs Goecker mit einem Chor im 5/8-Schluss gebaut. Im vierjochigen Langhaus ruhen Kreuzrippengewölbe über starken Rundpfeilern und Konsolen. Die Farbfenster mit Szenen aus dem Leben der Maria und des Johannes d. T. wurden am Anfang des 20. Jahrhunderts eingebaut. Auf dem Dach sitzt ein Dachreiter.
Der Westturm mit einem Spitzbogenportal, in einer rechteckigen Vorlage, wurde um 1280 gebaut. Die Schallöffnungen sind mit Vierblattmaßwerk ausgestattet. Die Schweifhaube wurde 1680 nach einem Brand ersetzt. In der Turmhalle ruhen hohe Kreuzrippengewölbe auf Konsolen. Die Höhe des Kirchturms beläuft sich auf 42 Meter.

## Ausstattung
Die Ausstattung im Barockstil wurde in Weiß und Gold gefasst und zum überwiegenden Teil im 19. Jahrhundert angefertigt.

### Hochaltar
Für die Errichtung eines Hochaltares stiftete 1776 ein Ehepaar Behrendes sein Vermögen. Das Retabel wurde von 1781 bis 1786 von einem Meister Lodenheiyt aus Alme angefertigt. Die Vorlagen entstammen, wie in dieser Zeit üblich, einem Musterbuch. Die Skulpturen entstammen einer Werkstatt in Paderborn. Die Figur des Sebastian auf der rechten Seite erzeugte wegen der mangelhaften Bekleidung Unwillen, und so wurde sie eine längere Zeit auf dem Dachboden gelagert. Sie steht heute wieder an ihrem ursprünglichen Platz.
Das Retabel reicht bin in das Gewölbe hinauf und beansprucht die gesamte Chorbreite, es bestimmt die gesamte Bühne des Chorraumes. Zur sarkophagartigen Mensa führen drei Stufen. Der Aufbau formt sich immer transparenter und bewegter nach oben. Der Tabernakel wurde später verändert, er ist von einer hohen Sockelzone halbkreisförmig umschlossen. Darüber erheben sich vier korinthische Säulen, die das verkröpfte Gebälk, über dem sich ein Himmelsgewölbe erhebt. Dies wird von einem Gewölbe, dessen Rippen sich zu einem Akanthusbusch beugen, bekrönt. Im Himmelsgewölbe steht eine Figur des Gottvaters, die von Strahlen und Wolken umgeben ist. Rechts und links davon stehen anbetende Engel. Statt eines Altargemäldes, steht im Zentrum eine Bildbühne in der die Taufe Jesu durch Johannes figürlich dargestellt ist. Rechts und links über den Türen stehen Figuren des Sebastian und der Agatha. Die Kartusche enthält den Text Hic es filius meus dilectus, in quo mihi compacui, Math: Cap (Dies ist mein geliebter Sohn, an dem ich gefallen gefunden habe).

### Nördlicher Seitenaltar
Der nördliche Seitenaltar wird von einem Gemälde des Paderborner Hofmalers Johann Georg Rudolphi bestimmt. Es wurde von dem Generalvikar des Paderborner Fürstbischofs Laurentius von Dript gestiftet. Auf dem Bild ist sein Wappen und eine Inschrift zu sehen. Das Gemälde zeigt Gottvater, Maria und Christus und die Taube als Symbol des Heiligen Geistes. Gott trägt eine Mitrenkrone, Maria hat die Hände über der Brust gekreuzt und Jesus ist mit einem leuchtend roten Gewand bekleidet. Vater und Sohn krönen Maria. Unterhalb der Maria finden sich Darstellungen von kleinen Putten.

### Sonstige Ausstattung
- Der Kreuzaltar ist dem Hochaltar und dem nördlichen Seitenaltar angepasst und zeigt an den Seiten Figuren des Liborius und des Nikolaus
- Die Kanzel wurde von 1846 bis 1851 von Gockel angefertigt. Korb und Schalldeckel sind reich geschmückt.
- Die Doppelmadonna aus Holz wurde in der zweiten Hälfte des 17. Jahrhunderts angefertigt.

## Orgel
Die zwischen 1630 und 1730 gebaute Orgel zählt zu den bedeutendsten im nordwestdeutschen Raum. Sie befand sich ursprünglich im Kloster Dalheim und kam 1803 nach Borgentreich. Sie die größte erhaltene Springladenorgel und die viertgrößte historische in Deutschland. Sie gehört aufgrund ihrer speziellen Bauweise zu den bedeutenden Denkmalorgeln Europas. Der Grundbestand geht auf einmanualiges Instrument der Familie Bader aus der Renaissance zurück, in das Pfeifen aus dem 16. Jahrhundert integriert wurden. Gottfried Bader erweiterte um 1677 die Orgel um ein Brustwerk. Zwischen 1705 und 1710 ergänzten Johann Jacob John mit den Gebr. Reinecke ein Rückpositiv und ein selbstständiges Pedal. Johann Patroclus Möller tauschte um 1750 ein Register aus.
Nach der Umsetzung nach Borgentreich wurde die Orgel im Zuge des Kirchenneubaus 1836 in veränderter Form aufgebaut und das Rückpositiv als Hinterwerk aufgestellt. Carl August Randebrock nahm 1872 eine Umdisponierung vor. Von 1951 bis 1953 führte Paul Ott nach Plänen von Christhard Mahrenholz eine erste Restaurierung durch, die aber von teils falschen Annahmen ausging. 1997 wurde ein Förderverein mit Blick auf eine Restaurierung der Orgel gegründet, und fand eine erste Bestandsaufnahme durch Sachverständige statt. Nach einem Orgelsymposium (1998) und der Bildung einer Sachverständigenkommission (2001) wurde 2003 die Orgelbaufirma Hermann Eule (Bautzen) mit den Arbeiten beauftragt. Ziel war die Wiederherstellung des Zustandes, den das Instrument zum Zeitpunkt des Erwerbs aus Dalheim hatte. 2010 wurde das restaurierte Instrument wieder in der Johannes-Baptist-Kirche aufgebaut. Die Orgelweihe fand am 14. Mai 2011 statt.
Heute präsentiert sich die Orgel in ihrem gewachsenen Zustand. Sie verfügt über 45 Register, verteilt auf drei Manualen und Pedal, mit über 3000 Pfeifen. Etwa 70 % des historischen Pfeifenbestandes und der Großteil des mit vergoldetem Akanthus-Schleierwerk und reich profilierten Gesimsen verzierten Gehäuses sind erhalten. Der Prospekt, mit großen und kleinen Pfeifentürmen, nimmt die gesamte Breite der Westwand im Mittelschiff ein. Auf dem Hauptwerk stehen, in bewegten Gewändern, zwei Engel mit ausgebreiteten Händen. Ebenfalls erhalten sind die Springladen von Bader im Hauptwerk und von John im Rückpositiv und Pedal sowie die Schleiflade im Brustwerk von Möller. Die Disposition lautet:
| I Rückpositiv CD–c3 |        |     |
| Principal           | 8′     | E/J |
| Rohrflöte           | 8′     | J   |
| Gedact              | 4′     | E/J |
| Dousflöte           | 4′     | J   |
| Quinta              | 3′     | J/E |
| Naßartquinta        | 3′     | J   |
| Octav               | 2′     | J   |
| Waldflöte           | 2′     | J   |
| Tertzian            | 1 3⁄5′ | J/E |
| Quinta              | 1 ⁄2′  | J/E |
| Mixtur IV           |        | J/E |
| Cimbel III          |        | J   |
| Fagott              | 16′    | E   |
| Krummhorn           | 8′     | E   |

| II Hauptwerk CD–c3 |     |       |
| Bourdun            | 16′ | E/B   |
| Principal          | 8′  | B/J   |
| Hohlflöte          | 8′  | M     |
| Viola di Gamba     | 8′  | E/J   |
| Quinta             | 6′  | B     |
| Octav              | 4′  | B     |
| Spans Cornet III   | 4′  | E/B   |
| Sexquialter III    |     | B/U   |
| Mixtur IV          |     | B/U/E |
| Cimbel IV          |     | U     |
| Trompet            | 16′ | E     |
| Voxumana           | 8′  | E     |

| III Brustwerk CD–c3 |       |     |
| Gedact              | 8′    | G/M |
| Quintatöna          | 8′    | B   |
| Principal           | 4′    | G   |
| Nachthorn           | 4′    | G   |
| Flautetraverse      | 4′    | G   |
| Octav               | 2′    | G   |
| Quinta              | 1 ⁄2′ | G   |
| Detzima II          |       | G   |
| Mixtur IV           |       | G   |
| Ranquet             | 8′    | E   |
| Hoboe               | 4′    | E   |

| Pedal CD–d1 |     |       |
| Principal   | 16′ | J     |
| Subbass     | 16′ | J     |
| Octav       | 8′  | J     |
| Waldflöte   | 2′  | J/E   |
| Mixtur VI   |     | J     |
| Posaune     | 16′ | J     |
| Trompet     | 8′  | J/U   |
| Cornet      | 2′  | J/U/E |

- Nebenregister und Spielhilfen: Tremulant, Cimbelstern, Calcantenruf
- Legende:
  - B = Familie Bader (Anfang 17. Jahrhundert)
  - G = Gottfried Bader (um 1677)
  - J = Johann Jacob John (1710)
  - M = Johann Patroclus Möller (um 1750)
  - U = unbekannt (zweite Hälfte des 19. Jahrhunderts)
  - E = Eule (2011)

## Glocken
- Eine Glocke von 1730 wurde von Gottfried de la Paix gegossen.
- Die Glocke von 1682 wurde von Claudius Bricom gegossen.